# VfB Einigkeit Herford
Der VfB Einigkeit Herford (offiziell: Verein für Bewegungsspiele 1907 Einigkeit Herford e.V.) war ein Sportverein aus Herford. Die erste Handballmannschaft nahm 1948 an der Meisterschaft der Britischen Besatzungszone teil. 

## Geschichte
Der Verein wurde im Jahre 1907 gegründet. Sechzig Jahre später fusionierte der VfB Einigkeit mit dem Lokalrivalen SpVgg Union 08 zum Herforder SC 07/08. Dieser fusionierte am 16. Juli 1972 mit dem im Jahre 1928 gegründeten Verein SuS Herford zum SC Herford.

### Handball
Die Handballer des VfB Einigkeit qualifizierten sich im Jahre 1948 für die in Bremen ausgetragene Offene Hallenhandball-Meisterschaft der Britischen Zone. Dort traf die Mannschaft in der Vorrunde auf den THW Kiel, den SV Darmstadt 98 und die SG Wilmersdorf. Letztere wurden Gruppensieger. Im Feldhandball gelang der Mannschaft im Jahre 1960 der Aufstieg in die seinerzeit erstklassige Oberliga Westfalen. Zwei Jahre später erreichten die Herforder mit Rang vier ihre beste Platzierung und qualifizierten sich damit für die Westdeutsche Regionalmeisterschaft, wo Einigkeit ohne Punktgewinn Gruppenletzter wurde. Schließlich stieg die Mannschaft 1964 aus der Oberliga ab. Ein Jahr später nahmen die Herforder an der Westfalenmeisterschaft in der Halle teil und scheiterten im Halbfinale am TuS 05 Wellinghofen.
Mit Jürgen Glombek brachte der Verein einen späteren deutschen Nationalspieler hervor.

### Fußball
Die Fußballer des VfB Einigkeit stiegen im Jahre 1950 in die Bezirksklasse auf und spielte zunächst nur gegen den Abstieg. 1953 stieg die Mannschaft in die Kreisklasse ab und brauchte fünf Jahre bis zum Wiederaufstieg. Schon zwei Jahre später stand der VfB Einigkeit vor dem Aufstieg in die Landesliga. Das Entscheidungsspiel um die Meisterschaft gegen die punktgleiche FT Dützen verloren die Herforder allerdings mit 1:3. Der verpasste Aufstieg warf den Verein zurück und schon in der folgenden Saison 1960/61 stieg der VfB wieder in die Kreisklasse ab. Zwei Jahre später gelang der Wiederaufstieg.
Mit Horst Gamon brachte der VfB Einigkeit einen späteren Regionalligaspieler von Arminia Bielefeld hervor. Die Fußballer nutzten das im Jahre 1955 eröffnete Ludwig-Jahn-Stadion.